# Bohuslavice (okres Šumperk)
Obec Bohuslavice (hanácky Bóslavice, německy Bohuslawitz) leží v okrese Šumperk. Žije zde 497 obyvatel a katastrální území obce má rozlohu 397 hektarů. Název obce je odvozen od osobního jména Bohuslav. Obecní pečeť, znak i vlajka má ve znaku rybu, která připomíná, že v minulosti se kolem Bohuslavic nacházely rybníky a lužní lesy, které byly vysušeny na konci 19. století.
Ve vzdálenosti 5 km jižně leží město Mohelnice, 8 km severozápadně město Zábřeh, 14 km jihovýchodně město Uničov a 16 km severně město Šumperk.

## Historie
První písemná zmínka pochází z roku 1356. Před rokem 1526 byla obec rozdělena na dvě poloviny, přičemž jedna připadala k panství zábřežskému a druhá k panství zvolskému. Za třicetileté války byla obec zcela zničena, až záznamy z roku 1677 hovoří o nových usedlících. Obec byla v průběhu historie sužována četnými záplavami řeky Moravy. Po roce 1848 byla přičleněna k politickému okresu Zábřeh. V říjnu 1938 po mnichovské dohodě byla obec i přes svůj čistě český charakter zahrnuta do Říšské župy Sudety. Dva bohuslavičtí rodáci zemřeli ve službách československé exilové armády – Josef Kutal v bitvě o Tobruk a Hynek Voráč v bitvě u Sokolova.